# کرکس سرزرد کوچک
کرکس سرزرد کوچک (نام علمی: Cathartes burrovianus) نام یک گونه از سرده پاکیزه‌گران است.